# Info.cz
INFO.CZ je český konzervativně laděný názorový portál vydavatelství CMI News, jehož většinovým majitelem je podnikatel a miliardář Daniel Křetínský. Dlouholetého šéfredaktora Michala Půra v srpnu 2023 vystřídal Pavel Vondráček.

## Historie
Server INFO.CZ byl spuštěn 17. listopadu 2016 jako součást vydavatelského domu Czech News Center (CNC), který je součástí skupiny Czech Media Invest (CMI) vlastněné Energetickým a průmyslovým holdingem, jehož majoritním vlastníkem je Křetínský.
Na začátku roku 2019 se INFO.CZ spojilo s „mediálním startupem“ ZDROJ.CZ, který založili podnikatelé v oblasti PR Radim Ochvat a Tomáš Jirsa, a vznikla společnost Info.cz Online Media. Původně ji měl z půlky vlastnit vydavatel Zdroje, společnost Fount. Nakonec až během fúze bylo rozhodnuto, že novou společnost bude plně vlastnit Czech Media Invest, Info.cz tedy opustilo Czech News Center a stalo se její „sesterskou“ společností vlastněnou stejným majitelem CMI. V rozhodnutí prý hrálo roli veřejné mínění kvůli možnému střetu zájmů Radima Ochvata, který byl PR zástupce společnosti PPF.
Na konci roku 2019 z pozice jednatele musel odejít Tomáš Jirsa kvůli kauze Home Credit, tedy společnosti vlastněné PPF (viz Kritika). Po kauze bylo ohlášeno plánované osamostatnění vydavatelství, které měl odkoupit šéfredaktor Michal Půr, s menšinovými podíly dalších redaktorů. Nakonec došlo naopak k těsnějšímu provázání s Czech Media Invest, která Info.cz finančně podpořila v krizi způsobené nástupem covidové pandemie. To se projevilo i navenek změnou názvu vydavatele v září 2020 na CMI News. Pod něj byl převeden i provoz Rádia Z, které bylo v roce 2022 prodáno společnosti SPM Media.
V roce 2021 Info.cz zpoplatnila většinu dříve volně dostupného obsahu, CMI News na základě soutěže převzala po zkrachovalé Mladé frontě provoz portálu BusinessInfo.cz pro státní agenturu CzechTrade. Vstoupila také do Asociace online vydavatelů, nedlouho předtím založeného zájmového sdružení středních a menších internetových médií. V dubnu 2023 Michal Půr ohlásil svůj odchod z pozice šéfredaktora.

## Obsah
Server publikuje publicistické texty svých kmenových autorů a stálých spolupracovníků, týkající se domácí i zahraniční politiky, významných aktuálních událostí, byznysu a ekonomiky či společenských fenoménů.
INFO.CZ vedle textů produkuje videorozhovory a podcasty. Od září 2020 vydává pro předplatitele magazín I a má dvě knižní edice. V minulosti vydávalo tištěný magazín InfoLab.
V září 2020 šéfredaktor serveru oznámil, že INFO.CZ zpoplatní velkou část obsahu.

## Kritika
Info.cz je v potenciálním střetu zájmů kvůli svému většinovému vlastníku, miliardáři Danielu Křetínskému. Médium by totiž mohl využívat k ovlivňování veřejného mínění ve prospěch svých obchodních zájmů, protože ty jsou v oblasti energetiky, která je regulovaná státem, a zároveň má se státem velký objem obchodů. Kvůli těmto pochybnostem byly v minulosti učiněny pokusy o změnu vlastnické struktury (viz kapitola Historie).
Určité pochybnosti panovaly i o tom, zda server nemůže propagovat zájmy miliardáře Petra Kellnera († 2021), majitele společnosti PPF. Ty se objevovaly i v případě jeho tehdejší (úspěšné) snahy o získání mediální skupiny CME, provozovatele TV Nova. Vazby na Info.cz byly osobní: Partnerkou Křetínského je od roku 2017 jeho dcera Anna Kellnerová, a přátelé šéfredaktora Michala Půra, kteří působili přímo v Info.cz, byli Radim Ochvat, ředitel komunikace PPF, a podnikatel Tomáš Jirsa. Jejich společnost Found se měla na začátku roku 2019 stát 50% vlastníkem Info.cz a právě obavy z veřejného mínění o vlivu PPF na médium byly podle šéfredaktora Půra důvodem ke zrušení této transakce.
Možné spojení s Kellnerem bylo mediálně nejvíc probírané v souvislosti s kauzou Home Credit. V prosinci 2019 přišel server Aktuálně.cz, který spadá pod mediální společnost Economia vlastněnou miliardářem Zdeňkem Bakalou, se zjištěním, že si úvěrová společnost Home Credit působící v Číně a vlastněná Kellnerovou PPF platila PR agenturu založenou Tomášem Jirsou C&B Reputation Management na vylepšování obrazu Číny ovládané komunistickým režimem. Agentura si jako svou činnost naúčtovala osm "výstupů" v info.cz, týkajících se Číny, mimo jiné tři komentáře Michala Půra a videorozhovor Pavla Štrunce. Žádný z nich nebyl označen jako inzerce nebo propagace. Jirsa kvůli tomu opustil post šéfa agentury i místo jednatele v Info.cz. Nadále však pokračoval ve spolupráci s Michalem Půrem na moderování podcastu Insider, který Info.cz zveřejňuje. Podle Půra Jirsa obsah samotného webu neovlivňoval, což zpochybňují bývalí redaktoři Info.cz, kteří přešli do Economie; sám Půr připouští, že už před kauzou část redakce kontroverzní Jirsovo zapojení kritizovala a někteří kvůli tomu i odešli.
V červnu 2023 zveřejnil server Info.cz omluvu Heleně Válkové za článek šéfredaktora Michala Půra, ve kterém tvrdil, že se Válková za komunismu podílela na šikaně disidentů. Součástí u soudu sjednané dohody byla i finanční kompenzace.